# Gouvernement Fierlinger II
IIIe république
Gouvernement de Košice Gottwald I (cs)
Le deuxième gouvernement Fierlinger II (en tchèque : Druhá vláda Zdeňka Fierlingera) ou gouvernement du Front National (en tchèque : Vláda Národní fronty) est le gouvernement de la Tchécoslovaquie entre le 6 novembre 1945 et le 2 juillet 1946,.

## Composition
| Poste                                        | Titulaire | Titulaire              | Parti       |
| -------------------------------------------- | --------- | ---------------------- | ----------- |
| Premier ministre                             |           | Zdeněk Fierlinger      | ČSSD        |
| Vice-premier ministre                        |           | Klement Gottwald       | KSČ         |
| Vice-premier ministre                        |           | Jaroslav Stránský (cs) | ČSNS        |
| Vice-premier ministre                        |           | Viliam Široký          | KSS (en)    |
| Vice-premier ministre                        |           | Jan Šrámek             | ČSL         |
| Vice-premier ministre                        |           | Ján Ursíny (cs)        | DS (en)     |
| Ministre des Affaires étrangères             |           | Jan Masaryk            | Indépendant |
| Ministre de la Défence                       |           | Ludvík Svoboda         | Indépendant |
| Ministre du Commerce extérieur               |           | Hubert Ripka           | ČSNS        |
| Ministre de l’Intérieur                      |           | Václav Nosek           | KSČ         |
| Ministre des Finances                        |           | Vavro Šrobár (cs)      | DS (en)     |
| Ministre de l’Éducation                      |           | Zdeněk Nejedlý         | KSČ         |
| Ministre de la Justice                       |           | Prokop Drtina (cs)     | ČSNS        |
| Ministre de l'Information                    |           | Václav Kopecký         | KSČ         |
| Ministre de l’Industrie                      |           | Bohumil Laušman        | ČSSD        |
| Ministre de l’Agriculture                    |           | Július Ďuriš (cs)      | KSS (en)    |
| Ministre du Commerce                         |           | Ivan Pietor (cs)       | DS (en)     |
| Ministre des Transports                      |           | Antonín Hasal (cs)     | Indépendant |
| Ministre des Postes                          |           | František Hála (cs)    | ČSL         |
| Ministre des Affaires sociales et du Travail |           | Jozef Šoltész (cs)     | KSS (en)    |
| Ministre de la Santé                         |           | Adolf Procházka (cs)   | ČSL         |
| Ministre de l’Alimentation                   |           | Václav Majer (cs)      | ČSSD        |
| Secrétaire d’État aux Affaires étrangères    |           | Vladimír Clementis     | KSS (en)    |
| Secrétaire d’État à la Défense               |           | Mikuláš Ferjenčík (cs) | Indépendant |
| Secrétaire d’État au Commerce extérieur      |           | Ján Lichner (cs)       | DS (en)     |